# Nivelle (fleuve)
Pour les articles homonymes, voir Nivelle.
La Nivelle est un fleuve côtier franco-espagnol du Pays basque, qui se jette dans le golfe de Gascogne.

## Étymologie

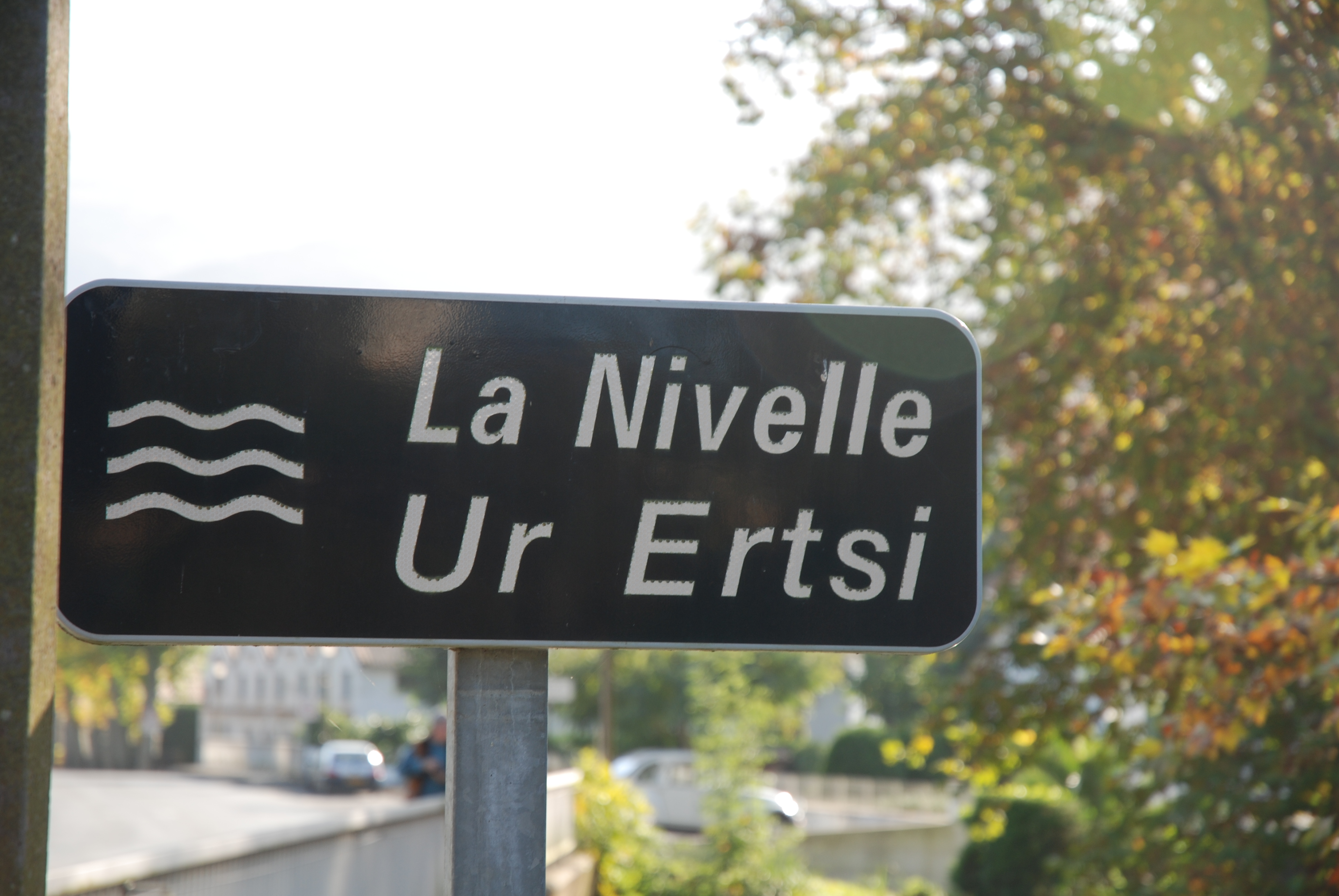
Panneau bilingue à Ascain.

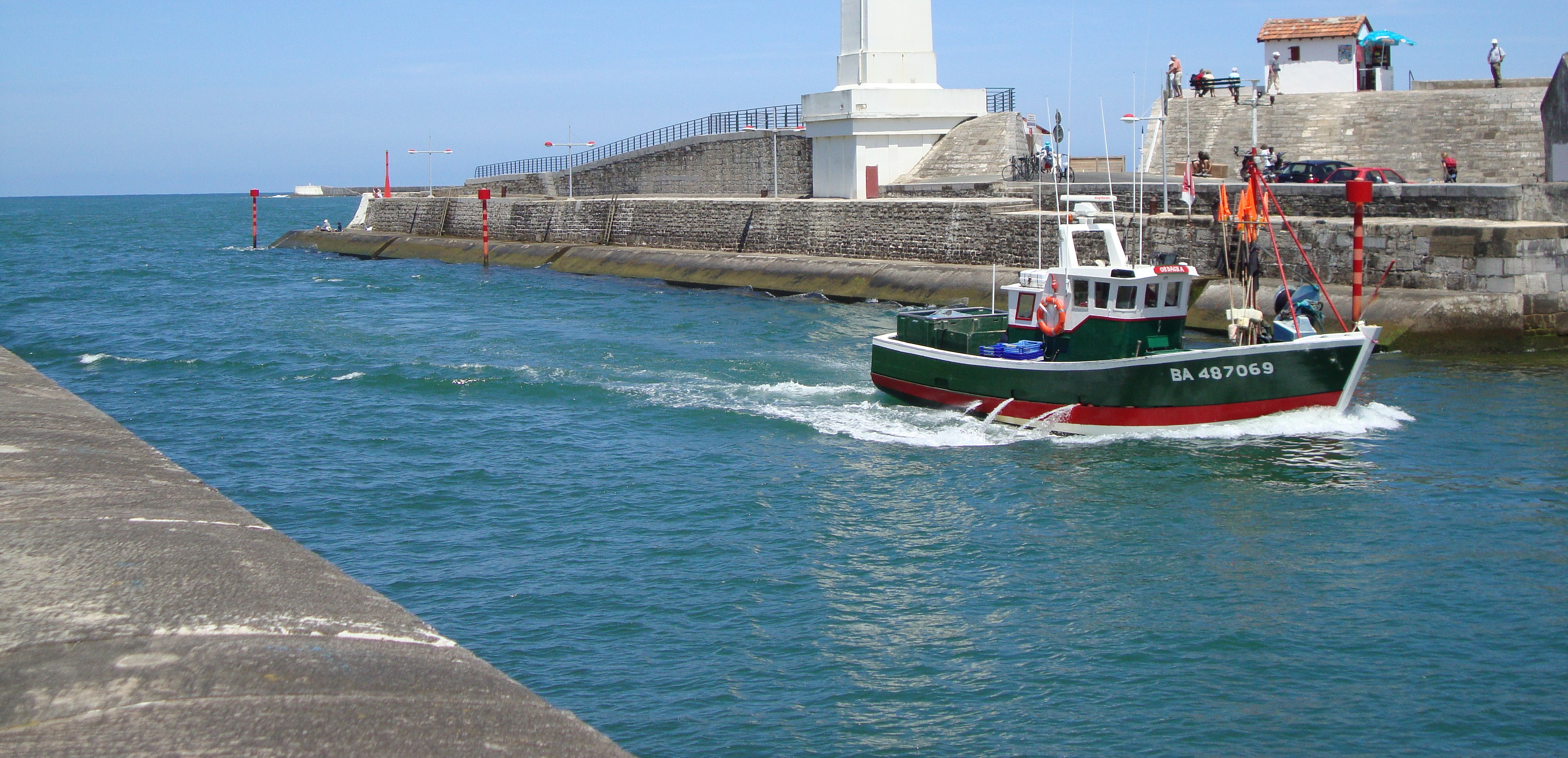
Embouchure de la Nivelle; Ciboure à gauche, Saint-Jean-de-Luz à droite.

Le nom de Nivelle est une création d'après Nive.
Son nom basque est Urdazuri ou Ur Ertsi.

## Géographie
La Nivelle naît de la collecte de nombreux ruisseaux au-dessus d'Urdazubi en Communauté forale de Navarre, à l'ouest du sommet de l'Alcurrunz (933 m), à 725 m d'altitude. Elle s'appelle dans cette partie haute Rio Olavidea, puis Rio Ugarana. Elle traverse ce village sous le nom d'Ugarana puis passe en France (Pyrénées-Atlantiques) à Dantxarinea. Elle coule par Amotz (Saint-Pée-sur-Nivelle), Ascain, avant de se jeter dans le golfe de Gascogne dans la baie de Saint-Jean-de-Luz.
La longueur en France de son cours d'eau est de 41,1 km.

### Communes traversées
Dans le seul département des Pyrénées-Atlantiques, en France, la Nivelle traverse cinq communes :
- Espagne : Communauté forale de Navarre : Urdazubi ;
- France : Pyrénées-Atlantiques : Ainhoa, Saint-Pée-sur-Nivelle, Ascain, Ciboure, Saint-Jean-de-Luz.

### Bassin versant
la Nivelle traverse les cinq zones hydrographiques suivantes, de « l'Ibardingo errera » (S523), « La Nivelle du confluent de  l'Ibardingo erreka à l'océan » (S524), « La Nivelle du confluent du Lizuniako erreka au confluent de l'Ibardingo erreka », (S522), « Le Lizuniako erreka » (S521), « La Nivelle de sa source au confluent du Lizuniako erreka » (S520) pour une superficie totale de 236 km2. Ce bassin versant est constitué à 56,36 % de « forêts et milieux semi-naturels », à 36,77 % de « territoires agricoles », à 7,06 % de « territoires artificialisés », à 0,05 % de « forêts et milieux semi-naturels ». Le bassin versant est de 279 km2 au total dont 64 km2 en Espagne.

### Organisme gestionnaire
L'organisme gestionnaire pour le service de l'eau est la société « Lyonnaise des Eaux »

## Principaux affluents
Les affluents de la Nivelle se répartissent selon trois zones hydrographiques :
Abréviations : (G) ou (rg) Affluent rive gauche ; (D) ou (rd) Affluent rive droite ; (CP) Cours principal, signale le nom donné à une partie du cours d'eau prise en compte dans le calcul de sa longueur.
zone amont :
- (CP) Ugarana
  - (G) Otsondoko erreka
- (D) Lapitzxuri, 8 km
- (D) Opalazioko erreka ou Armaiako erreka, 6,5 km, du col de Pinodieta et Ainhoa

zone intermédiaire :
- (G) Lizuniagako erreka, 10,6 km, du col éponyme et de rang de Strahler cinq.
- (D) Xuhailko erreka, 3,3 km sur la commune de Saint-Pée-sur-Nivelle
- (G) Tontoloko erreka, 3,1 km, d'Amotz
- (D) Amezpetuko erreka, 7,3 km, via le lac de Saint-Pée-sur-Nivelle.
- (G) Uzkaingo erreka, 4,6 km, de Suhalmendi
- (G) Arraioko erreka, 4,1 km qui délimite Ascain à l'est
- (G) Galardiko erreka

zone aval :
- (G) Ibardingo erreka, 9,1 km, du col d'Ibardin
- (D) Izaka, 3,3 km à Saint-Jean-de-Luz

Son rang de Strahler est donc de trois.

## Hydrologie

### La Nivelle à Saint-Pée-sur-Nivelle
La Nivelle a fait l'objet de suivi hydrologique depuis 1969 à la station S5144010 de Saint-Pée-sur-Nivelle, pour un bassin versant de 138 km2, soit 49 % du bassin total de 279 km2, et à 25 m d'altitude.
Son débit moyen ou module est de 4,96 m3/s, pour une observation sur 46 ans de 1969 à 2014.

### Étiage ou basses eaux
À l'étiage, c'est-à-dire aux basses eaux, le VCN3, ou débit minimal du cours d'eau enregistré pendant trois jours consécutifs sur un mois, en cas de quinquennale sèche s'établit à 0,600 m3/s, ce qui reste confortable,.

### Crues
Sur cette période d'observation, le débit journalier maximal a été observé le 26 août 1983 pour 105 m3/s. Le débit instantané maximal a été observé le 9 juin 2013 avec 185 m3/s. La hauteur maximale instantanée a été de 572 cm soit 5,72 m, le 4 mai 2007.
Le QIX 10 est de 150 m3/s (soit trente fois le module), le QIX 20 est de 170 m3/s, et le QIX 50 est de 190 m3/s, (soit trente-huit fois le module). Le QIX 2 est déjà de 98 m3/s et le QIX 5 de 130 m3/s.

### Lame d'eau et débit spécifique
La lame d'eau écoulée dans cette partie du bassin versant de la rivière est de 1 138 millimètres annuellement, ce qui est presque quatre fois la moyenne en France. Le débit spécifique (Qsp) atteint 36 litres par seconde et par kilomètre carré de bassin.

## Aménagements

### Pêche & AAPPMA
La Nivelle est un cours d'eau de première catégorie; Il dépend de l'AAPPMA de Nivelle Côte-Basque. La Nivelle a fait l'objet d'un diagnostic et d'un module d'actions cohérentes et plan des actions nécessaires.

## Écologie
La Nivelle fait l'objet d'une ZNIEFF de type 2 d'identifiant Réseau hydrographique de la Nivelle no 720012969 pour 1 589 hectares, ainsi qu'une ZNIEFF de type I d'identifiant Barthes de la basse vallée de la Nivelle no 720008867 pour 111 hectares. De plus le Réseau Natura 2000, a référencé la Nivelle comme SIC ou site d'importance communautaire et ZSC ou zone spéciale de conservation pour une superficie de 1 450 hectares sous le no FR7200785 et l'identifiant La Nivelle (estuaire, barthes et cours d'eau).